# Ivan Krivosudský
Ivan Krivosudský (1. března 1927, Bratislava, Československo – 4. prosince 2010, Trnava, Slovensko) byl slovenský herec. Od roku 1949 byl členem činohry Nové scény v Bratislavě.
V letech 1946–1948 studoval na Právnické fakultě Univerzity Komenského v Bratislavě. V roce 1951 absolvoval studium herectví na Státní konzervatoři v Bratislavě.
V červnu 2005 srazil chodkyni na přechodu pro chodce ve Svätém Jure. Žena zemřela čtyři hodiny po převozu do nemocnice. Za její usmrcení dostal dvouletou podmínku a zákaz jízdy na čtyři roky. Zemřel 4. prosince 2010 ve věku 83 let na rakovinu jícnu, kterou mu diagnostikovali v květnu téhož roku.

## Filmografie
- 1952 Lazy sa pohli (Ďuro Sršeň)
- 1952 Mladé srdcia (Uhrík)
- 1955 Štvorylka
- 1956 Čert nespí (Cyril Kvasnička)
- 1957 Štyridsaťštyri
- 1959 Dom na rázcestí (dělník z Kysúc)
- 1961 Bratia
- 1961 Pieseň o sivom holubovi (zmoklý voják)
- 1962–63 Jánošík I-II
- 1966 Majster kat (Gabriel)
- 1968 Zbehovia a pútnici (výkupčí)
- 1970 Naši pred bránami (Frank)
- 1971 Páni sa zabávajú (Elečko Demín)
- 1972 Ľalie poľné (Kerenský)
- 1973 Hriech Kataríny Padychovej (Hanuliak)
- 1973 Skrytý prameň (Abrahámovský)
- 1974 Kto odchádza v daždi (Lubina)
- 1976 Červené víno
- 1978 Poéma o svedomí (Štefan Bednár)
- 1978 Smoliari (profesor Cosinus)
- 1982 Sůl nad zlato (film) (zahradník)
- 1988 Nebojsa (hospodský)